# آمارا سیمبا
آمارا سیمبا (فرانسوی: Amara Simba‎؛ زادهٔ ۲۳ دسامبر ۱۹۶۱) بازیکن فوتبال اهل فرانسه است.
از باشگاه‌هایی که در آن بازی کرده‌است می‌توان به باشگاه فوتبال لیل، باشگاه فوتبال بارنت، باشگاه فوتبال کن، باشگاه فوتبال بیلریکای، باشگاه فوتبال کینگستونیان، باشگاه فوتبال موناکو، باشگاه فوتبال کان، باشگاه فوتبال کلوب لئون، باشگاه فوتبال لیتون اورینت، باشگاه فوتبال سنت آلبنز سیتی و باشگاه فوتبال پاری سن ژرمن اشاره کرد.
وی همچنین در تیم ملی فوتبال فرانسه بازی کرده‌است.